# Oberea shibatai
Oberea shibatai är en skalbaggsart som beskrevs av Hayashi 1962. Oberea shibatai ingår i släktet Oberea och familjen långhorningar. Inga underarter finns listade i Catalogue of Life.